# (21005) 1988 BF5
(21005) 1988 BF5  es un asteroide perteneciente al cinturón de asteroides, descubierto el 28 de enero de 1988 por Robert H. McNaught desde el Observatorio de Siding Spring, en Australia.

## Designación y nombre
Designado provisionalmente como 1988 BF5.

## Características orbitales
(21005) 1988 BF5 orbita a una distancia media del Sol de 2,664 ua, pudiendo acercarse hasta 2,305 ua y alejarse hasta 3,024 ua. Tiene una excentricidad de 0,135 y una inclinación orbital de 10,692 grados. Emplea en completar una órbita alrededor del Sol 1588,22 días.
Los próximos acercamientos a la órbita de Júpiter ocurrirán el 30 de abril de 2047 y el 3 de septiembre de 2177.
Pertenece a la familia de asteroides de (145) Adeona.

## Características físicas
Su magnitud absoluta es 14,48. Tiene 8,219 km de diámetro. Su albedo se estima en 0,031.